# در گذر زمان
در گذر زمان (انگلیسی: In a Time Lapse) آلبوم استودیویی از آهنگساز ایتالیایی، لودویکو اناودی است که در ۲۱ ژانویه ۲۰۱۳ منتشر شد. دو روز پیش از انتشار رسمی، در ۱۹ ژانویه، اناودی با اجرای زنده از خانه‌اش در میلان، تنظیم‌های تک‌نوازی از برخی قطعات آلبوم در گذر زمان را از طریق کانال رسمی خود در یوتیوب منتشر کرد.

## بازخورد منتقدان
| بررسی انتقادی  | بررسی انتقادی |
| منبع           | رتبه‌بندی      |
| -------------- | ------------- |
| اسپوتنیک‌میوزیک | [ ۳ ]         |
| سی‌دی کریتیک    | 4/5 ستاره     |
| کلاسیک اف‌ام    | Positive      |
| ایندیپندنت     | [ ۵ ]         |

آلبوم در گذر زمان بازخوردهای بسیار مثبتی از منتقدان موسیقی دریافت کرده‌است. بر اساس نقدی در کلاسیک اف‌ام، «این آهنگساز ایتالیایی بار دیگر با ترکیبی مسحورکننده از نغمه‌های رؤیایی پیانو و بافت‌های پرجنب‌وجوش ارکسترال، موفق به خلق اثری درخشان شده است». نشریه سی‌دی کریتیک عنوان کرده است که در گذر زمان «به شکلی زیبا فضاسازی می‌کند». منتقد روزنامه ایندیپندنت نیز به «حرکت موج‌گونهٔ خلسه‌آمیز قطعاتی همچون ‹کرال›، ‹دویدن›» و «قطعات پیچیده‌تر و چندلایه‌ای مانند ‹زندگی› که در آن پیانو و گلوکن‌اشپیل در برابر خطوط راپسودیک و جاری سازهای زهی قرار گرفته‌اند» اشاره کرده و دربارهٔ استعداد اناودی گفته است: «یک منطق احساسی عمیقاً رضایت‌بخش در سیر ملودی‌های مبتنی بر پیانوی او وجود دارد که او را تا اندازه‌ای از یک سو وارثِ فردریک شوپن و اریک ساتی می‌کند و از سوی دیگر پیرو سنت مینیمالیست‌هایی مانند فیلیپ گلس و استیو رایش».